# Tsvety
Tsvety är en rysk rockgrupp som bildades under sovjettiden 1970. Medlemmarna är pianisten Sergey Dyachkov, basisten och sångaren Alexander Losev, gitarristen Stas Namin och gitarristen Vladimir Semenov.